# King's Quest VI: Heir Today, Gone Tomorrow
King's Quest VI: Heir Today, Gone Tomorrow is een avonturenspel van Sierra Entertainment uit 1992. Het is het zesde spel uit de King's Quest-reeks en werd gemaakt met de interne ontwikkeltool SCI. Tevens is het het laatste spel uit de reeks dat nog op floppy disk verscheen. Het spel werd in 1993 opnieuw uitgebracht op cd-rom. Deze versie bevatte ingesproken dialogen, een ietwat andere intro en meer gedetailleerde tekeningen.

## Titel
De titel van het spel heeft drie betekenissen:
1. Het is een afgeleide van "here today, gone tomorrow" ('vandaag hier, morgen weg'), wat verwijst naar het plotse vertrek van prins Alexander.
2. "heir" is het Engelse woord voor "erfgenaam". De titel van het spel "Heir today, gone tomorrow" kan men dusdanig ook vertalen als vandaag erfgenaam, morgen niet meer
3. Het woord Heir verwijst terug naar King's Quest III: To Heir Is Human. Hier verwees het woord Heir naar de slaaf Gwydion dewelke in realiteit prins Alexander is. Prins Alexander werd namelijk als kind ontvoerd en kreeg van zijn ontvoerder de naam Gwydion.

## Spelbesturing
Het spel is een grafisch point-and-click adventure. De speler beschikt over een toolbar met daarin de acties die hij kan uitvoeren: gaan, kijken, actie, praten en inventaris.
Bij het spel hoort het kortverhaal "Guidebook to the Land of the Green Isles", wat de speler tijdens het spel ook nodig heeft om voorbij de kopieerbeveiligingen te geraken. Verder is het boek ook nodig om de raadsels op te lossen die worden gesteld door de wachter van "the Isle of the Sacred Mountain". Ook bevat het boek een rijm dat de speler nodig heeft om door het labyrint te geraken.

## Verhaal
Het verhaal speelt zich voornamelijk af in het koninkrijk "Land of the Green Isles" (Land van de Groene Eilanden). Deze eilandengroep bevindt zich ver van de bewoonbare wereld.
In het midden van het koninkrijk bevindt zich "Isle of the Crown" (Krooneiland). Verder zijn er nog de eilanden "Isle of Wonder" (Wondereiland), "Isle of the Sacred Mountain" (Eiland van de Heilige Berg) en "Isle of the Beast" (Eiland van het Beest).
Het spel start met een intro waar prins Alexander via "de magische spiegel van Daventry" een visioen heeft over prinses Cassima. Alexander heeft Cassima ontmoet op het einde van het spel King's Quest V en had haar min of meer beloofd dat hij haar ooit zou opzoeken. Omwille van dit visioen besluit Alexander om een zeilreis te ondernemen naar het Land van de Groene Eilanden. Hij leidt schipbreuk, maar spoelt desondanks toch aan op Krooneiland. Daar ontmoet hij de vizier Abdul Alhazred die het rijk bestuurt in afwezigheid van Cassima. Verder is de vizier van plan om Cassima te verplichten om met hem te trouwen. Alexander gaat op zoek naar een manier om dit te verhinderen.

### Alternatief einde
Naargelang het spelverloop varieert het einde. Tijdens het spel kan de speler kiezen of hij de korte of lange weg wil. De eerste optie zorgt ervoor dat het spel aanzienlijk korter is, maar onthult niet alle verhaallijnen en puzzels. Verder is het einde ook nog afhankelijk van de acties die de speler tijdens het spel wel/niet uitvoert.

### Versies
Het spel kwam oorspronkelijk uit voor MS-DOS in 1992 en stond op 9 floppy diskettes. De intro van het spel was ingesproken, maar verder verschenen er enkel tekstdialogen. In 1993 werd het spel opnieuw uitgebracht op cd-rom en was het speelbaar op zowel Windows als MS-DOS. De Windows-versie had wel een hogere resolutie. De versie op cd-rom was volledig ingesproken en de toolbar werd gerestyled. Ook de intro van het spel was ietwat anders en diende daardoor ook opnieuw ingesproken te worden.
Sierra Entertainment verkocht de rechten op het spel aan Revolution Software zodat zij dit konden uitbrengen op Commodore Amiga. Revolution Software herprogrammeerde het spel met hun eigen ontwikkeltool Virtual Theatre.

## Ontvangst
Het spel werd door recensenten nogal verschillend beoordeeld. Het tijdschrift Dragon gaf in editie 192 het spel de maximumscore. PC Format gaf het spel slechts een score van 72% en was van mening dat er te veel situaties waren waarin het hoofdpersonage stierf.
Eind jaren 2000 werd het spel opnieuw onder de loep genomen door AllGame. Zij gaven het spel nog maar de helft van de maximale score, terwijl Adventure Gamers een bijna maximumscore gaf.
GameSpot nam het spel op in zijn lijst van beste computerspellen aller tijden.
| Beoordeeld door          | Platform    | Datum            | Score |
| ------------------------ | ----------- | ---------------- | ----- |
| Just Adventure           | DOS         | 1999             | 100%  |
| Tilt                     | Windows 3.x | december 1993    | 95%   |
| Game Informer Magazine   | DOS         | mei 2007         | 95%   |
| Amiga User International | Amiga       | juli 1994        | 94%   |
| Adventure Gamers         | Windows 3.x | 16 mei 2008      | 90%   |
| Quandary                 | DOS         | juli 1999        | 90%   |
| Jeuxvideo.com            | DOS         | 28 februari 2013 | 85%   |
| Jeuxvideo.com            | Windows 3.x | 28 februari 2013 | 85%   |
| High Score               | DOS         | november 1993    | 80%   |
| High Score               | Amiga       | september 1994   | 80%   |